# Roger Wolcott Sperry
Roger Wolcott Sperry (Hartford, EUA 1913 - Pasadena 1994) fou un psicòleg, neurobiòleg i professor universitari estatunidenc guardonat amb el Premi Nobel de Medicina o Fisiologia l'any 1981.

## Biografia
Va néixer el 20 d'agost de 1913 a la ciutat de Hatford, població situada a l'estat nord-americà de Connecticut. Va iniciar els seus estudis universitaris a l'Orbelin College de l'estat d'Ohio, on es graduà el 1935 en filologia anglesa i el 1937 en psicologia. El 1941 realitzà el doctorat en zoologia a la Universitat de Chicago. Després de ser professor ajudant en aquesta última universitat el 1954 fou nomenat professor titular a l'Institut Tecnològic de Califòrnia, situada a la ciutat de Pasadena, on morí el 17 d'abril de 1994.

## Recerca científica
La seva recerca científica se centrà en el cervell on va descriure el paper singular de cada hemisferi cerebral en la percepció visual i espacial, en el reconeixement de les cares, els judicis del valor, el raonament o l'afectivitat. Va arribar a formular l'assumpció que cada hemisferi tindria funcions independents, fins i tot d'una consciència pròpia. Van ser molt importants les seves investigacions sobre el cos callós, desenvolupant una tècnica de separació quirúrgica dels dos hemisferis cerebrals.
L'any 1981 fou guardonat amb la meitat del Premi Nobel de Medicina o Fisiologia, pels seus treballs sobre les funcions dels hemisferis cerebrals. L'altra meitat del premi fou compartida per David Hunter Hubel i Torsten Wiesel per les seves aportacions en l'estudi de l'àrea visual del còrtex cerebral.